# John Joseph McCarthy (arcivescovo)
John Joseph McCarthy (Milltown Malbay, 27 aprile 1896 – Dublino, 13 gennaio 1983) è stato un missionario e arcivescovo cattolico irlandese.

## Biografia
Abbracciò la vita religiosa nella Congregazione dello Spirito Santo e fu ordinato prete nel 24 giugno 1925.
Missionario in Africa, l'11 luglio 1946 fu eletto vescovo titolare di Cercina e vicario apostolico dello Zanzibar; dopo lo stabilimento della gerarchia ecclesiastica in Kenya, nel 1953 fu trasferito alla sede metropolitana di Nairobi.
Per l'insegnamento, le opere parrocchiali e l'assistenza ai malati nella diocesi, nel 1957 fondò la congregazione indigena delle Suore dell'Assunzione di Nostra Signora.
Si dimise dal suo ufficio nel 1971 e trascorse gli ultimi anni della sua vita in patria.

## Genealogia episcopale
La genealogia episcopale è:
- Cardinale Scipione Rebiba
- Cardinale Giulio Antonio Santori
- Cardinale Girolamo Bernerio, O.P.
- Arcivescovo Galeazzo Sanvitale
- Cardinale Ludovico Ludovisi
- Cardinale Luigi Caetani
- Cardinale Ulderico Carpegna
- Cardinale Paluzzo Paluzzi Altieri degli Albertoni
- Papa Benedetto XIII
- Papa Benedetto XIV
- Papa Clemente XIII
- Cardinale Bernardino Giraud
- Cardinale Alessandro Mattei
- Cardinale Pietro Francesco Galleffi
- Cardinale Giacomo Filippo Fransoni
- Cardinale Carlo Sacconi
- Cardinale Edward Henry Howard
- Cardinale Mariano Rampolla del Tindaro
- Cardinale Rafael Merry del Val
- Cardinale Arthur Hinsley
- Arcivescovo David James Mathew
- Arcivescovo John Joseph McCarthy, C.S.Sp.